# Meenaguse Scragh SAC
Meenaguse Scragh SAC este o arie protejată (arie specială de conservare — SAC, sit de importanță comunitară — SCI) din Irlanda întinsă pe o suprafață de 627,35 ha, integral pe uscat.

## Localizare
Centrul sitului Meenaguse Scragh SAC este situat la coordonatele 54°45′49″N 8°08′09″W / 54.763605°N 8.135723°V.

## Înființare
Situl Meenaguse Scragh SAC a fost declarat sit de importanță comunitară în noiembrie 1997 pentru a proteja 1 specie de animale. Situl a fost protejat și ca arie specială de conservare în august 2021.

## Biodiversitate
Situată în ecoregiunea atlantică, aria protejată conține 1 habitat natural: Pajiști umede nord-atlantice cu Erica tetralix.
La baza desemnării sitului se află o specie protejată de  păsări: șoim călător (Falco peregrinus).
Pe lângă speciile protejate, pe teritoriul sitului au mai fost identificate 1 specie de păsări, 1 specie de amfibieni, 1 specie de mamifere.